# Tithónosz

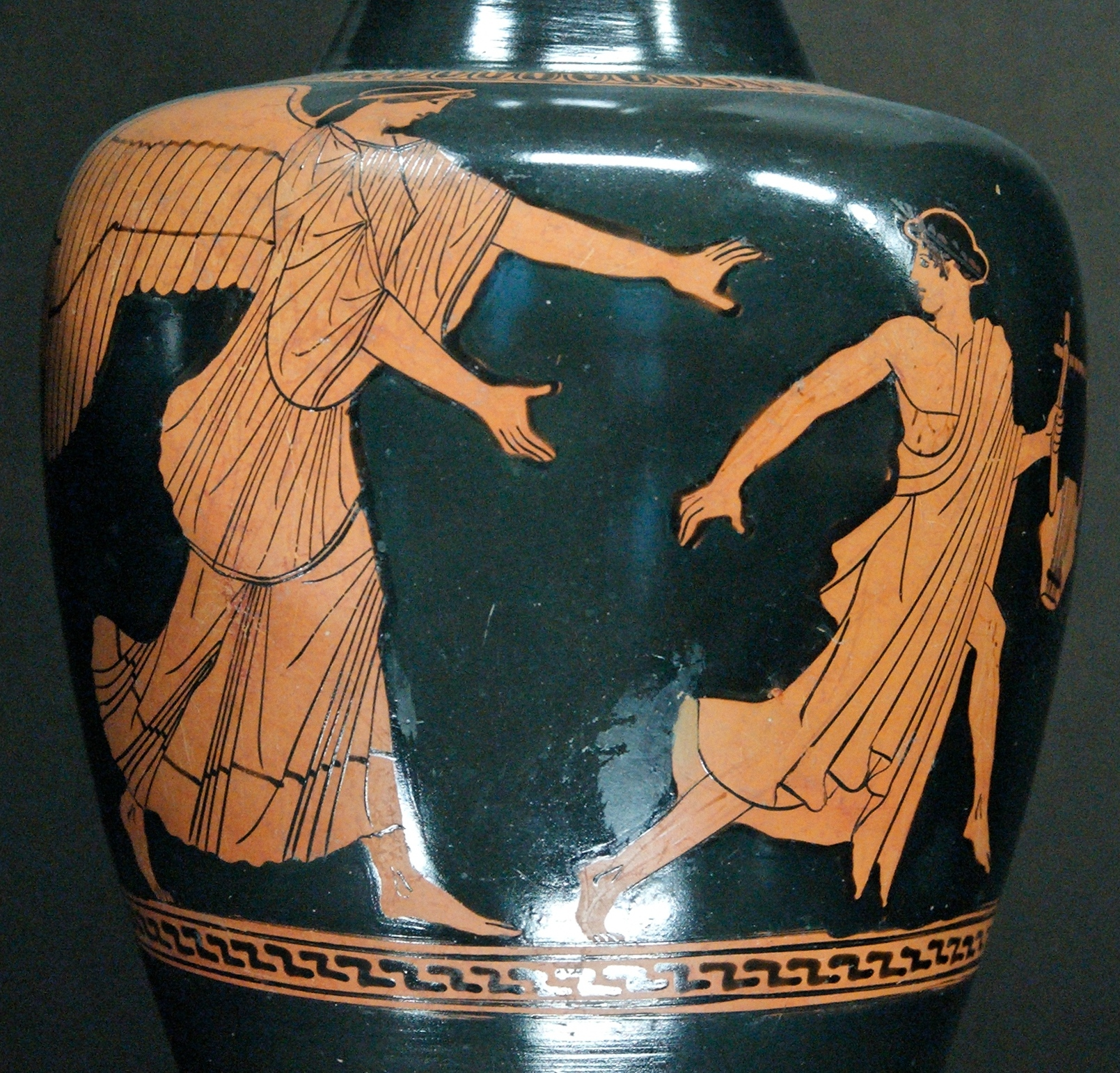
Tithónosz elrablása.

Tithónosz (ógörögül: Τιθωνός) trójai királyfi. Laomedón és Leukippé fiaként született. Éósz sok szeretőjének egyike lett. A hajnal 
istennője elrabolta őt Trójából, s később Memnónt szülte neki. Éósz az istenektől elnyerte a férfi számára a halhatatlanságot, de örök fiatalságot elfelejtett kérni részére, így a férfi az évszázadok során egyre töpörödött és végül tücsök lett belőle. Egyik leghíresebb szépirodalmi megjelenítése Alfred Tennyson Tithonus című verse, amely Szabó Lőrinc és Somlyó György fordításában is olvasható.